# Lluís Nonell i Brunés
Lluís Nonell i Brunés (Sant Andreu, Barcelona, 24 de desembre de 1926 - València, 30 de gener de 1982) va ser un actor, director i empresari de teatre i cinema. Portà la gestió del teatre Romea de Barcelona durant molt de temps. El dijous
 6 de setembre de 1972 se li rendí un homenatge, al teatre Espanyol de Barcelona, amb motiu dels seus 50 anys (Noces de Plata) dedicats al teatre. Va morir d'un atac de cor mentre estava representant una obra a València. Concretament estava substituint a Franz Joham a l'obra El Diluvio que viene.

## Produccions

### Teatre
- 1950, juny. Batalla de reines de Frederic Soler, a càrrec Teatre-Escola de l'Agrupació Lírica "Marcos Redondo".
- 1951, 7 novembre. El marit ve de visita de Xavier Regàs. Teatre Romea de Barcelona. En el paper de Jordi.
- 1952, 26 de novembre. L'amor viu a dispesa de Josep Maria de Sagarra. Estrenada al teatre Romea de Barcelona. En el paper d'Un Agutzil de jutjat.
- 1953, 15 de gener. La tercera vegada de Lluís Elias. Estrenada al teatre Romea de Barcelona. (En el personatge d'Albert)
- 1953, maig. Comèdia de dones, original de Lluís Elias, a càrrec de la Companyia Titular del Teatre Romea de Barcelona.
- 1953, juny. L'apotecari d'Olot, original de Frederic Soler. Teatre Romea de Barcelona.
- 1956, 8 de febrer. Jo seré el seu gendre de Jaume Villanova i Torreblanca. Estrenada per al teatre Romea, per la Companyia Maragall.
- 1957, 27 de febrer. Passaport per a l'eternitat de Josep A. Tapias i Santiago Vendrell, estrenada al teatre Romea de Barcelona, en el paper de Maurici.
- 1959, octubre. Tres angelets a la cuina d'Albert Husson. Companyia de Carles Lloret i Lluís Nonell. Estrenada al teatre Romea de Barcelona.
- 1959, novembre. Marieta Cistellera (reposició), original de Salvador Bonavia. Companyia de Carles Lloret i Lluís Nonell.Teatre Romea de Barcelona.
- 1960, 4 febrer. La clau de Noel Clarasó, a càrrec de la Companyia Maragall de Carles Lloret i Lluís Nonell. Teatre Romea, de Barcelona.
- 1961, 9 març. La gran pietat, original de Joan Oliver. Companyia Maragall de Carles Lloret i Lluís Nonell. Teatre Romea de Barcelona.
- 1961, maig. La cura d'amor (reposició), original de Jaume Villanova i Torreblanca per la Companyia Maragall. Teatre Romea, de Barcelona.
- 1962, 4 gener. M'agrada aquesta dona, original de Louis Verneuil, adaptació de Josep Maria Poblet.Per la Companyia Marall de Carles Lloret i Lluís Nonell. Estrenada al teatre Candilejas, de Barcelona.
- 1962, març. Joc de taula, original d'Enric Ortenbach. Estrenat al teatre Candilejas de Barcelona.
- 1963, gener. L'àngel de la guarda de Frederic Soler (Serafí Pitarra), adaptació de Xavier Regàs i Josep Maria Poblet. Teatre Romea de Barcelona.
- 1964, 13 juliol. L'home que no arriba a temps, original de Kéroul i Barré. Adaptació de Joan Cumellas. Estrenada al teatre Romea, de Barcelona.
- 1965, 6 juliol. París pintat de Joan Aymamí. Teatre Romea de Barcelona.
- 1965, 26 juliol. Història d'un mirall, original de Cecília A. Màntua. Estrenada al teatre Romea, de Barcelona.
- 1967, 4 juliol. Un cop a la setmana, original de Rafael Richart. Traducció d'Enric Casamitjana. Estrenada al teatre Romea de Barcelona.
- 1968, 11 gener. El meu marit té una turca, original de Rafael Richart. Estrenada al teatre Windsor de Barcelona.
- 1968, 4 juny. El meu marit té pa a l'ull, original de Joaquim Muntanyola. Estrenada al teatre Barcelona de Barcelona.
- 1969, juliol. Ronyons de recanvi de Joaquim Muntanyola. Estrenada al teatre Talia de Barcelona.
- 1970, març. Vostè serà meva, original de Louis Verneuil. Estrenada al teatre Windsor de Barcelona.
- 1971, 3 febrer. "Fi" de setmana amb senyora, original d'Armand Matias i Guiu. Companyia de Lluís Nonell, Estrenada al teatre Romea de Barcelona.
- 1971, 7 desembre. Un marit de dia, original d'Armand Matias i Guiu. Companyia de Lluís Nonell. Estrenada al teatre Romea de Barcelona.
- 1972, agost. Un marit de dia, original d'Armand Matias i Guiu. Estrenada al teatre Espanyol de Barcelona.
- 1972, setembre. Las mujeres de mi marido, d'Armand Matias Guiu. Estrenada al teatre Espanyol de Barcelona.
- 1972, octubre. Un fin de semana con señora d'Armand Matias Guiu. Estrenada al teatre Espanyol de Barcelona.
- 1973, abril. El divorcio no es negocio (revista), original de Jiménez, Allen i García. Música del mestre Dolz. Estrenada al teatre Espanyol de Barcelona.
- 1981. El diluvio que viene. Teatre Victòria de Barcelona.
- 1981, juliol. Bla, bla, bla (revista). Teatre Victòria de Barcelona.

### Cinema
- 1965. Brillante porvenir. Director: Vicente Aranda.
- 1968. La "mini" tía. Director: Ignacio F. Iquino
- 1968. La viudita Ye-Ye. Director: Joan Bosch
- 1968. De picos pardos a la ciudad. Director: Ignacio F. Iquino.
- 1969. El abogado, el alcalde y el notario. Director: Josep Maria Font
- 1972. Los fabulosos de Trinidad. Director: Ignacio F. Iquino

### Televisió
- 1979. Doctor Caparrós, medicina general, amb Joan Capri